# Caio di Corinto
Caio (Corinto, I secolo – I secolo) è stato un discepolo di Paolo di Tarso.
Si tratta di un personaggio citato nel Nuovo Testamento, ospite di Paolo a Corinto nel 57 o nel 58, battezzato personalmente dall'apostolo stesso in segno di distinzione.
Venerato come santo dalla Chiesa cattolica, la sua memoria viene celebrata il 4 ottobre.